# ماركو بارا
ماركو بارا (بالإسبانية: Marco Antonio Parra)‏ (22 يناير 1985 في المكسيك - ) هو لاعب كرة قدم مكسيكي في مركز الهجوم. لعب مع كلوب ليون ونادي غوادالاخارا ونادي سيلايا وCruz Azul Hidalgo ‏ وسبورت بويز وريبوسيروس دي لا بيداد ‏.

## وصلات خارجية
- ماركو بارا على موقع قاعدة بيانات كرة القدم.إي يو (الإنجليزية)